# Project.net
Project.net è un software applicativo di project management open source di classe enterprise disponibile per sistemi operativi Microsoft Windows e Unix-like.
È un software open source di tipo commerciale. Supporto e corsi di formazione sono erogati dalla società produttrice omonima, Project.net Incorporation, con sede a Bedford, nel Massachusetts (Stati Uniti).

## Storia
La società Project.net fu fondata nel 1999 col fine di sviluppare applicazioni collaborative di project management che utilizzassero le tecnologie Internet. L'obiettivo iniziale della società era lo sviluppo e il deployment di un motore di applicazioni collaborative utilizzabile via web, sia in modalità pubblica sia ad accesso riservato. Nell'anno 2002, la rivista PC Magazine premiò Project.net con l'Editors' Choice Award nell'ambito di una rassegna di applicazioni per il project management basate sul web.
Project.net fu assorbita da Integrated Computer Solutions nel 2006 e lanciò la versione open source dell'applicazione project and portfolio management (PPM) Project.net. La Open Source Business Conference, poco tempo dopo la fusione, premiò tre progetti open source (incluso Project.net) come quelli "degni di riguardo".
L'applicazione web Project.net è attualmente usata da più di 50 000 utenti nel mondo, nel contesto della gestione di progetto. La rivista University Business Magazine ha pubblicato un articolo sul project and portfolio management che prende in esame l'uso di Project.net nella gestione finanziaria dei dipartimenti della Cornell University.

## Licenza
Project.net può essere rilasciato, a scelta, sotto due forme: 
- libera, sotto la GNU General Public License;
- sotto una licenza commerciale, se l'utente lo preferisce.

Tuttavia, Project.net non può essere usato senza appoggiarsi a un database Oracle, che è un prodotto commerciale.

## Funzionalità
Alcune fra le funzionalità principali dell'applicativo sono:
- Gestione di progetti
- Groupware
- Rendiconto
- Tracciamento degli interventi tecnici
- Wiki integrato
- Blog integrato